# Вишниченко Валерій Георгійович
Валерій Георгійович Вишниченко (1 лютого 1949, Карабалицький район, Костанайська область — 3 грудня 2023) — казахстанський політик та державний діяч українського походження. Депутат Мажилісу IV скликання. Член партії «Нур Отан». Кандидат історичних наук (2010).

## Біографія
Народився 1 лютого 1949 року в селі Косаба Комсомольського району (нині Карабалицький район) Костанайської області. За національністю — українець.

### Освіта
У 1970 році закінчив фізико-математичний факультет Костанайского державного педагогічного інституту за спеціальністю «вчитель математики».
У 1991 році закінчив Алма-Атинській інститут політології та управління за спеціальністю «політолог».
У 2010 році захистив дисертацію на тему: «Історія становлення і розвитку інформаційних процесів в сучасному Казахстані» та здобув ступінь «кандидат історичних наук».

### Трудова діяльність
Трудову діяльність розпочав з серпня 1970 року учителем математики СШ № 10 м Костаная.
З 1971 по 1973 роки — Завідувач сектором Кустанайського обкому ЛКСМК.
З 1973 по 1976 роки — Перший секретар Семіозерного райкому ЛКСМК.
З 1976 по 1979 роки — Секретар Кустанайського обкому ЛКСМК.
З 1979 по 1991 роки — Інструктор, завідувач сектором, заступник завідуючий ідеологічним відділом Кустанайського обкому партії.
З 1991 по 1992 роки — головний спеціаліст Кустанайського облвиконкому.
З 1992 по 1998 роки — Завідувач відділом внутрішньої політики; завідувач суспільно-політичним відділом; заступник завідувача, завідувач відділом внутрішньої політики та соціальної сфери апарату акима Костанайської області.
З 1998 по 2001 роки — Виконавчий секретар Костанайської обласної Асамблеї народу Казахстану.
З 2001 по 2007 роки — Завідувач секретаріату — заступник голови Костанайської обласної Асамблеї народу Казахстану.
У 2007 році був обраний до Мажилісу IV скликання. Член Комітету з соціально-культурному розвитку, член Комітету з міжнародних справ оборони і безпеки. Член міжпарламентської групи Україна — Республіка Казахстан.

## Нагороди
- Медаль «За трудову відзнаку» (1977);
- Орден «Знак Пошани» (1981);
- Медаль «За освоєння цілинних земель» (1984);
- Орден Дружби 2 ступеня (2005)[4];
- Медаль «10 років незалежності Республіки Казахстан» (2001);
- Ювілейна медаль «60 років визволення України від фашистських загарбників» (Україна, 2004);
- орден «За заслуги» III ступеня (Україна, 2009)[5].